# Tratado de Moscú (1970)
El Tratado de Moscú fue un tratado entre la Unión Soviética y la República Federal de Alemania en el que ambas naciones acordaron resolver conflictos entre ellas solamente de manera pacífica y reconocer todas las fronteras en Europa, entre otras las fronteras entre la República Federal de Alemania y la República Democrática Alemana y entre Polonia y la República Democrática Alemana. Se firmó el 12 de agosto de 1970.
El tratado consta de cuatro artículos. En el primero la Unión Soviética y la República Federal de Alemania acordaron promover una normalización de la situación en Europa y relaciones pacíficas entre todos los Estados en Europa. En el artículo dos se comprometieron a renunciar a la violencia así como a la amenaza de violencia en sus relaciones mutuas. En el artículo tres acordaron respetar todas las fronteras en Europa, tal como eran cuando se firmó el tratado, y declararon no tener reivindicaciones territoriales en el momento de la firma del tratado ni en el futuro. Esto incluyó la frontera entre la República Federal de Alemania y la República Democrática Alemana y la línea Óder-Neisse como frontera entre la República Democrática Alemana y Polonia. En el artículo cuatro se constató que los contratos bilaterales y multilaterales previos de ambos países no se modificaban por el Tratado de Moscú.